# Taboada
Taboada is een gemeente in de Spaanse provincie Lugo in de regio Galicië met een oppervlakte van 147 km². Taboada telt 2.928 inwoners (1 januari 2016).